# Combretum mellifluum
Combretum mellifluum är en tvåhjärtbladig växtart som beskrevs av August Wilhelm Eichler. Combretum mellifluum ingår i släktet Combretum och familjen Combretaceae. Inga underarter finns listade i Catalogue of Life.